# Панель инструментов Google
Панель инструментов Google (англ. Google Toolbar) — бесплатно распространяемое приложение (бар) к браузерам, расширяющее их функции и упрощающее доступ к различным инструментам для работы в Интернете.
Приложение обновляется автоматически.

## Состав приложения
Панель инструментов (v.7) для браузера Firefox включает в себя
- Окно расширенного поиска
- Безопасный просмотр Google
- Переводчик
- Подписка на канал
- Отправить через Gmail
- Пользовательские форматы
- Проверка правописания
- Показ рейтинга PageRank
- Выделить условия поиска
- Кнопки «Поиск слова»
- Пользовательские кнопки
- Отправить в
- Документы и таблицы Google
- Закладки
- Вход в аккаунт Google
- ВикиКомментарии (SideWiki) — боковую панель браузера, позволяющая просматривать комментарии к любой веб-странице, добавлять свои комментарии и делиться ими с другими пользователями.

На данный момент работа над Панелью инструментов Google для Firefox прекращена
Панель инструментов (v.4) для браузера IE включает в себя
- Окно расширенного поиска
- Переводчик
- Проверка правописания
- Показ рейтинга PageRank
- Выделить условия поиска
- Кнопки «Поиск слова»
- Пользовательские кнопки
- Отправить в
- Закладки
- Вход в аккаунт Google
- Автозаполнение
- Автоссылка
- Адресная строка с поиском по имени
- Безопасный просмотр Google
- Блокировщик всплывающих окон

## Инструменты

### ДляMozilla Firefox
Последняя версия 7.1.20110316L (Теперь доступна на английском (Великобритания), арабском, болгарском и греческом языках)
Поддерживается Firefox 1.5 и новее на ОС:
- Windows NT 5.0 + (Windows 2000)
- Mac OS X 10.2+
- GNU/Linux x86 с glibc от 2.3.5 и libstdc++5
  - Например, Red Hat Linux 8.0+;
  - Пока не доступна для Fedora Core 6.

### Для MicrosoftInternet Explorer
Последняя версия — 4.0.1019.2378 (Уведомляет, если какая-то программа пытается заменить поисковую систему по умолчанию на другую без ведома пользователя.)
Требования: Windows NT 5+ (2000, XP, Vista), Internet Explorer 6.0+ (для пользователей Microsoft Windows 4.10+ — 98 и Me — возможна загрузка предыдущих версий)
При обновлении до браузера IE7, настроенного Google, пользователь получает готовые настройки поиска Google. Будет выполнена установка последней версии Internet Explorer вместе с панелью инструментов Google 4.0 для IE, главной страницей Google, и Google в качестве предпочитаемого поискового сервера в окне поиска IE7.